# Leia flavobrunnea
Leia flavobrunnea är en tvåvingeart som beskrevs av Enrico Adelelmo Brunetti 1912. Leia flavobrunnea ingår i släktet Leia och familjen svampmyggor. Inga underarter finns listade i Catalogue of Life.